# Eredivisie 2022-23
La Eredivisie 2022-23 fue la sexagésima séptima edición de la Eredivisie, la primera división de fútbol de los Países Bajos. El torneo comenzó el 5 de agosto de 2022 y finalizó el 11 de junio de 2023.
En esta temporada el Feyenoord salió campeón del torneo, rompiendo la racha del Ajax de Amsterdam de 3 años ganando la Eredivisie.

## Ascensos y descensos
Los relegados la temporada pasada fueron el Heracles Almelo que descendió después de 17 años en la máxima categoría, Willem II relegado después de 8 temporadas y PEC Zwolle que bajó después de 10 años en la máxima categoría. Ascendieron para esta temporada de la Eerste Divisie 2021-22, FC Emmen que ascendió después de una ausencia de 1 año en la Eredivisie, FC Volendam que regresa después de 13 años de ausencia y Excelsior ascendido después de 3 temporadas.
| Pos  | Descendidos de la Eredivisie 2021-22 |
| ---- | ------------------------------------ |
| 16.º | Heracles Almelo                      |
| 17.º | Willem II                            |
| 18.º | PEC Zwolle                           |

| Pos   | Ascendidos de la Eerste Divisie 2021-22 |
| ----- | --------------------------------------- |
| 1.º   | FC Emmen                                |
| 2.º   | FC Volendam                             |
| Prom. | Excelsior                               |

## Equipos participantes

### Equipos por provincias
| N.° | Provincia          | Equipos                                   |
| --- | ------------------ | ----------------------------------------- |
| 3   | Holanda del Sur    | Excelsior, Feyenoord y Sparta de Róterdam |
| 3   | Holanda del Norte  | Ajax, AZ Alkmaar y FC Volendam            |
| 2   | Brabante del Norte | PSV Eindhoven y RKC Waalwijk              |
| 2   | Frisia             | SC Cambuur y SC Heerenveen                |
| 2   | Güeldres           | NEC Nimega y Vitesse                      |
| 2   | Overijssel         | Go Ahead Eagles y FC Twente               |
| 1   | Groninga           | FC Groningen                              |
| 1   | Limburgo           | Fortuna Sittard                           |
| 1   | Utrecht            | FC Utrecht                                |
| 1   | Drente             | FC Emmen                                  |

| Club             | Ciudad     | Entrenador          | Estadio                          | Capacidad |
| ---------------- | ---------- | ------------------- | -------------------------------- | --------- |
| Ajax             | Ámsterdam  | John Heitinga       | Johan Cruyff Arena               | 55.865    |
| AZ Alkmaar       | Alkmaar    | Pascal Jansen       | AFAS Stadion                     | 17.023    |
| Excelsior        | Róterdam   | Marinus Dijkhuizen  | Van Donge & De Roo Stadion       | 4.500     |
| FC Emmen         | Emmen      | Dick Lukkien        | De Oude Meerdijk Stadion         | 8.600     |
| FC Groningen     | Groninga   | Dennis van der Ree  | Hitachi Capital Mobility Stadion | 22.550    |
| FC Twente        | Enschede   | Ron Jans            | De Grolsch Veste                 | 30.205    |
| FC Utrecht       | Utrecht    | Michael Silberbauer | Stadion Galgenwaard              | 23.750    |
| FC Volendam      | Volendam   | Wim Jonk            | Kras Stadion                     | 6.984     |
| Feyenoord        | Róterdam   | Arne Slot           | Stadion Feijenoord - De Kuip     | 51.177    |
| Fortuna Sittard  | Sittard    | Julio Velázquez     | Fortuna Sittard Stadion          | 10.300    |
| Go Ahead Eagles  | Deventer   | René Hake           | De Adelaarshorst                 | 10,000    |
| NEC Nijmegen     | Nimega     | Rogier Meijer       | Stadion de Goffert               | 12.500    |
| PSV Eindhoven    | Eindhoven  | Ruud van Nistelrooy | Philips Stadion                  | 35.000    |
| RKC Waalwijk     | Waalwijk   | Joseph Oosting      | Mandemakers Stadion              | 7.500     |
| SC Cambuur       | Leeuwarden | Sjors Ultee         | Cambuur Stadion                  | 10.500    |
| SC Heerenveen    | Heerenveen | Kees van Wonderen   | Abe Lenstra Stadion              | 27.224    |
| Sparta Rotterdam | Róterdam   | Maurice Steijn      | Sparta Stadion - Het Kasteel     | 11.000    |
| Vitesse          | Arnhem     | Phillip Cocu        | GelreDome                        | 21.248    |

### Cambios de entrenadores
| Equipo          | Entrenador (Jornadas)                       | Tipo                                | Salida                   | Entrenador                          | Entrada                  | Ref.          |
| --------------- | ------------------------------------------- | ----------------------------------- | ------------------------ | ----------------------------------- | ------------------------ | ------------- |
| Ajax            | Erik ten Hag (Pretemporada)                 | Fichado por el Manchester United    | 15 de mayo de 2022       | Alfred Schreuder                    | 1 de julio de 2022       | [ 2 ] [ 3 ]   |
| Go Ahead Eagles | Kees van Wonderen (Pretemporada)            | Fichado por el Sportclub Heerenveen | 30 de junio de 2022      | René Hake                           | 1 de julio de 2022       |               |
| FC Groningen    | Danny Buijs (Pretemporada)                  | Fin de contrato                     | 30 de junio de 2022      | Frank Wormuth                       | 1 de julio de 2022       |               |
| SC Heerenveen   | Ole Tobiasen INT (Pretemporada)             | Fin de interinidad                  | 30 de junio de 2022      | Kees van Wonderen                   | 1 de julio de 2022       |               |
| PSV Eindhoven   | Roger Schmidt (Pretemporada)                | Fichado por el Benfica              | 30 de junio de 2022      | Ruud van Nistelrooy                 | 1 de julio de 2022       | [ 4 ]         |
| FC Utrecht      | Rick Kruys INT (Pretemporada)               | Fin de interinidad                  | 30 de junio de 2022      | Henk Fraser                         | 1 de julio de 2022       |               |
| Fortuna Sittard | Sjors Ultee (1-3)                           | Despedido                           | 22 de agosto de 2022     | Dominik Vergoossen INT              | 22 de agosto de 2022     | [ 5 ]         |
| Fortuna Sittard | Dominik Vergoossen INT (4-5)                | Fin de interinidad                  | 9 de septiembre de 2022  | Julio Velázquez                     | 9 de septiembre de 2022  | [ 6 ]         |
| Vitesse         | Thomas Letsch (1-7)                         | Fichado por el VfL Bochum           | 19 de septiembre de 2022 | Phillip Cocu                        | 26 de septiembre de 2022 | [ 7 ] [ 8 ]   |
| SC Cambuur      | Henk de Jong (1-11)                         | Dimisión por problemas de salud     | 20 de octubre de 2022    | Pascal Bosschaart Martijn Barto INT | 20 de octubre de 2022    | [ 9 ]         |
| SC Cambuur      | Pascal Bosschaart Martijn Barto INT (12-14) | Fin de interinidad                  | 13 de noviembre de 2022  | Sjors Ultee                         | 14 de noviembre de 2022  |               |
| FC Groningen    | Frank Wormuth (1-14)                        | Despedido                           | 14 de noviembre de 2022  | Dennis van der Ree                  | 2 de diciembre de 2022   | [ 10 ] [ 11 ] |
| FC Utrecht      | Henk Fraser (1-14)                          | Dimisión                            | 14 de diciembre de 2022  | Aleksandar Ranković INT             | 14 de diciembre de 2022  | [ 12 ]        |
| FC Utrecht      | Aleksandar Ranković INT                     | Fin de interinidad                  | 28 de diciembre de 2022  | Michael Silberbauer                 | 28 de diciembre de 2022  |               |
| Ajax            | Alfred Schreuder (1-18)                     | Despedido                           | 26 de enero de 2023      | John Heitinga                       | 27 de enero de 2023      | [ 13 ] [ 14 ] |
| PSV             | Ruud van Nistelrooy (1-37)                  | Dimisión                            | 24 de mayo de 2023       | Fred Rutten INT                     | 24 de mayo de 2023       | [ 15 ]        |

## Clasificación
| Pos. | Equipo           | Pts. | PJ | G  | E  | P  | GF | GC | Dif. | Clasificación 2023-24                            |
| ---- | ---------------- | ---- | -- | -- | -- | -- | -- | -- | ---- | ------------------------------------------------ |
| 1    | Feyenoord (C)    | 82   | 34 | 25 | 7  | 2  | 81 | 30 | +51  | Fase de grupos de la Liga de Campeones           |
| 2    | PSV Eindhoven    | 75   | 34 | 23 | 6  | 5  | 89 | 40 | +49  | Tercera ronda de la Liga de Campeones            |
| 3    | Ajax             | 69   | 34 | 20 | 9  | 5  | 86 | 38 | +48  | Ronda de play-off de la Liga Europa              |
| 4    | AZ Alkmaar       | 67   | 34 | 20 | 7  | 7  | 68 | 35 | +33  | Tercera ronda de la Liga Europa Conferencia      |
| 5    | FC Twente        | 64   | 34 | 18 | 10 | 6  | 66 | 27 | +39  | Play-offs de acceso a la Liga Europa Conferencia |
| 6    | Sparta Róterdam  | 59   | 34 | 17 | 8  | 9  | 60 | 37 | +23  | Play-offs de acceso a la Liga Europa Conferencia |
| 7    | FC Utrecht       | 54   | 34 | 15 | 9  | 10 | 55 | 50 | +5   | Play-offs de acceso a la Liga Europa Conferencia |
| 8    | SC Heerenveen    | 46   | 34 | 12 | 10 | 12 | 44 | 50 | −6   | Play-offs de acceso a la Liga Europa Conferencia |
| 9    | RKC Waalwijk     | 41   | 34 | 11 | 8  | 15 | 50 | 64 | −14  |                                                  |
| 10   | Vitesse          | 40   | 34 | 10 | 10 | 14 | 45 | 50 | −5   |                                                  |
| 11   | Go Ahead Eagles  | 40   | 34 | 10 | 10 | 14 | 46 | 56 | −10  |                                                  |
| 12   | NEC Nijmegen     | 39   | 34 | 8  | 15 | 11 | 42 | 45 | −3   |                                                  |
| 13   | Fortuna Sittard  | 36   | 34 | 10 | 6  | 18 | 39 | 62 | −23  |                                                  |
| 14   | FC Volendam      | 36   | 34 | 10 | 6  | 18 | 42 | 71 | −29  |                                                  |
| 15   | Excelsior        | 32   | 34 | 9  | 5  | 20 | 32 | 71 | −39  |                                                  |
| 16   | FC Emmen (D)     | 28   | 34 | 6  | 10 | 18 | 33 | 65 | −32  | Play-offs descenso                               |
| 17   | SC Cambuur (D)   | 19   | 34 | 5  | 4  | 25 | 26 | 69 | −43  | Descenso de categoría                            |
| 18   | FC Groningen (D) | 18   | 34 | 4  | 6  | 24 | 31 | 75 | −44  | Descenso de categoría                            |

Actualizado a los partidos jugados el 28 de mayo de 2023.
 Fuente: eredivisie.nl
Notas:
1. ↑  Dado que el campeón de la Copa de los Países Bajos 2022-23, el PSV Eindhoven, está en zona de clasificación para la Champions League, en función de su posición en la liga, la plaza en la Europa League, otorgada al campeón de la TOTO KNVB Cup, se transfiere al equipo de la Eredivisie, mejor clasificado que no esté clasificado para competiciones europeas, que es el equipo ubicado en el tercer lugar.

### Evolución de la clasificación
| Equipo          | 01 | 02 | 03  | 04 | 05 | 06 | 07 | 08 | 09 | 10 | 11 | 12  | 13 | 14 | 15 | 16 | 17  | 18  | 19 | 20 | 21 | 22 | 23 | 24 | 25  | 26  | 27  | 28  | 29 | 30 | 31 | 32 | 33 | 34 |
| --------------- | -- | -- | --- | -- | -- | -- | -- | -- | -- | -- | -- | --- | -- | -- | -- | -- | --- | --- | -- | -- | -- | -- | -- | -- | --- | --- | --- | --- | -- | -- | -- | -- | -- | -- |
| Feyenoord       | 1  | 6  | 2   | 3  | 2  | 2  | 4  | 4  | 4  | 3  | 3  | 5*  | 2  | 1  | 1  | 1  | 1   | 1   | 1  | 1  | 1  | 1  | 1  | 1  | 1   | 1   | 1   | 1   | 1  | 1  | 1  | 1  | 1  | 1  |
| PSV Eindhoven   | 2  | 2  | 3*  | 1  | 4  | 3  | 1  | 3  | 3  | 2  | 2  | 2   | 1  | 3  | 3  | 4  | 3   | 3   | 3  | 4  | 4  | 4  | 4  | 4  | 4   | 3   | 3   | 3   | 3  | 2  | 2  | 2  | 2  | 2  |
| Ajax            | 5  | 1  | 1   | 2  | 1  | 1  | 2  | 2  | 2  | 1  | 1  | 1*  | 3  | 2  | 2  | 3  | 5   | 5   | 4  | 3  | 3  | 2  | 2  | 2  | 2   | 2   | 2   | 2   | 2  | 3  | 3  | 3  | 3  | 3  |
| AZ Alkmaar      | 3  | 5  | 6*  | 4  | 3  | 4  | 3  | 1  | 1  | 4  | 4  | 3   | 5  | 4  | 5  | 2  | 2   | 2   | 2  | 2  | 2  | 3  | 3  | 3  | 3   | 4   | 4   | 4   | 4  | 4  | 4  | 4  | 4  | 4  |
| FC Twente       | 6  | 4  | 5*  | 5  | 5  | 5  | 5  | 5  | 5  | 5  | 5  | 4   | 4  | 5  | 4  | 5  | 4   | 4   | 5  | 5  | 5  | 5  | 5  | 5  | 5   | 5   | 5   | 5   | 6  | 6  | 5  | 5  | 5  | 5  |
| Sparta Róterdam | 12 | 11 | 14  | 11 | 7  | 11 | 7  | 8  | 6  | 6  | 6  | 6   | 6  | 6  | 6  | 6  | 6   | 6   | 6  | 6  | 6  | 6  | 6  | 6  | 6   | 6   | 6   | 6   | 5  | 5  | 6  | 6  | 6  | 6  |
| FC Utrecht      | 9  | 9  | 12  | 15 | 11 | 8  | 9  | 7  | 9  | 9  | 8  | 7   | 7  | 7  | 7  | 7  | 8   | 7   | 7  | 7  | 7  | 7  | 7  | 7  | 7   | 7   | 7   | 7   | 7  | 7  | 7  | 7  | 7  | 7  |
| SC Heerenveen   | 11 | 10 | 7   | 6  | 6  | 6  | 6  | 6  | 8  | 8  | 7  | 8   | 8  | 8  | 8  | 8  | 7   | 8   | 8  | 8  | 8  | 8  | 10 | 9  | 10  | 9   | 9   | 8   | 9  | 10 | 9  | 8  | 8  | 8  |
| RKC Waalwijk    | 8  | 8  | 13  | 14 | 8  | 12 | 8  | 9  | 7  | 7  | 9  | 9   | 9  | 10 | 11 | 11 | 12* | 10* | 9  | 9  | 9  | 9  | 8  | 8  | 8*  | 10* | 8*  | 10* | 8  | 9  | 8  | 9  | 9  | 9  |
| Vitesse         | 17 | 17 | 18  | 16 | 14 | 14 | 14 | 16 | 16 | 15 | 13 | 15* | 15 | 13 | 14 | 14 | 14  | 14  | 13 | 13 | 12 | 13 | 13 | 13 | 13  | 14  | 14  | 13  | 13 | 13 | 13 | 13 | 12 | 10 |
| Go Ahead Eagles | 16 | 18 | 16  | 17 | 17 | 17 | 13 | 13 | 13 | 13 | 15 | 10  | 11 | 11 | 10 | 10 | 10* | 11* | 12 | 12 | 13 | 12 | 11 | 12 | 12* | 11* | 12* | 12* | 11 | 11 | 11 | 11 | 10 | 11 |
| NEC Nijmegen    | 14 | 7  | 11* | 8  | 9  | 10 | 11 | 10 | 10 | 11 | 12 | 14  | 10 | 9  | 9  | 9  | 9   | 9   | 10 | 10 | 11 | 10 | 9  | 10 | 9   | 8   | 10  | 9   | 10 | 8  | 10 | 10 | 11 | 12 |
| Fortuna Sittard | 13 | 16 | 17  | 18 | 18 | 18 | 16 | 14 | 11 | 10 | 11 | 12  | 13 | 12 | 13 | 12 | 13  | 12  | 11 | 11 | 10 | 11 | 12 | 11 | 11  | 12  | 11  | 11  | 12 | 12 | 12 | 12 | 13 | 13 |
| FC Volendam     | 10 | 13 | 15* | 13 | 16 | 16 | 15 | 18 | 18 | 18 | 18 | 18  | 18 | 18 | 17 | 17 | 17  | 16  | 15 | 15 | 15 | 14 | 14 | 14 | 14  | 13  | 13  | 14  | 14 | 14 | 14 | 14 | 14 | 14 |
| Excelsior       | 4  | 3  | 4*  | 7  | 10 | 7  | 10 | 11 | 12 | 12 | 10 | 11  | 12 | 14 | 12 | 13 | 11  | 13  | 14 | 14 | 14 | 15 | 15 | 15 | 16  | 15  | 16  | 16  | 15 | 16 | 16 | 15 | 15 | 15 |
| FC Emmen        | 18 | 14 | 9   | 12 | 15 | 15 | 18 | 17 | 17 | 17 | 17 | 17  | 16 | 16 | 16 | 16 | 16  | 15  | 16 | 16 | 16 | 16 | 16 | 16 | 15  | 16  | 15  | 15  | 16 | 15 | 15 | 16 | 16 | 16 |
| SC Cambuur      | 15 | 12 | 8   | 10 | 13 | 13 | 17 | 15 | 14 | 14 | 16 | 16* | 17 | 17 | 18 | 18 | 18  | 17  | 17 | 18 | 17 | 18 | 18 | 18 | 18  | 18  | 18  | 18  | 18 | 18 | 18 | 18 | 18 | 17 |
| FC Groningen    | 7  | 15 | 10  | 9  | 12 | 9  | 12 | 12 | 15 | 16 | 14 | 13  | 14 | 15 | 15 | 15 | 15  | 18  | 18 | 17 | 18 | 17 | 17 | 17 | 17  | 17  | 17  | 17  | 17 | 17 | 17 | 17 | 17 | 18 |

(*) Indica la posición del equipo con un partido pendiente

## Resultados
- Los horarios corresponden al huso horario de Países Bajos (Hora central europea): UTC+1 en horario estándar y UTC+2 en horario de verano.

### Primera vuelta
| SC Heerenveen   | 0 – 0 | Sparta Rotterdam | Abe Lenstra Stadion              | 5 de agosto | 20:00 |
| Fortuna Sittard | 2 – 3 | Ajax             | Fortuna Sittard Stadion          | 6 de agosto | 16:30 |
| SC Cambuur      | 0 – 2 | Excelsior        | Cambuur Stadion                  | 6 de agosto | 18:45 |
| PSV             | 4 – 1 | FC Emmen         | Philips Stadion                  | 6 de agosto | 20:00 |
| RKC Waalwijk    | 2 – 2 | FC Utrecht       | Mandemakers Stadion              | 6 de agosto | 21:00 |
| FC Groningen    | 2 – 2 | FC Volendam      | Hitachi Capital Mobility Stadion | 7 de agosto | 12:15 |
| NEC Nijmegen    | 0 – 1 | FC Twente        | Stadion de Goffert               | 7 de agosto | 14:30 |
| Vitesse         | 2 – 5 | Feyenoord        | GelreDome                        | 7 de agosto | 14:30 |
| AZ              | 2 – 0 | Go Ahead Eagles  | AFAS Stadion                     | 7 de agosto | 16:45 |

| Excelsior        | 3 – 1 | Vitesse         | Van Donge & De Roo Stadion   | 12 de agosto | 20:00 |
| Go Ahead Eagles  | 2 – 5 | PSV             | De Adelaarshorst             | 13 de agosto | 18:45 |
| FC Emmen         | 1 – 1 | RKC Waalwijk    | De Oude Meerdijk Stadion     | 13 de agosto | 20:00 |
| FC Utrecht       | 0 – 0 | SC Cambuur      | Stadion Galgenwaard          | 13 de agosto | 20:00 |
| Feyenoord        | 0 – 0 | SC Heerenveen   | Stadion Feijenoord - De Kuip | 13 de agosto | 21:00 |
| FC Volendam      | 1 – 4 | NEC Nijmegen    | Kras Stadion                 | 14 de agosto | 12:15 |
| Ajax             | 6 – 1 | FC Groningen    | Johan Cruyff ArenA           | 14 de agosto | 14:30 |
| FC Twente        | 3 – 0 | Fortuna Sittard | De Grolsch Veste             | 14 de agosto | 14:30 |
| Sparta Rotterdam | 2 – 3 | AZ              | Sparta Stadion - Het Kasteel | 14 de agosto | 16:45 |

| Vitesse          | 0 – 4 | SC Heerenveen   | GelreDome                        | 20 de agosto    | 16:30 |
| Fortuna Sittard  | 1 – 4 | SC Cambuur      | Fortuna Sittard Stadion          | 20 de agosto    | 18:45 |
| FC Emmen         | 3 – 2 | FC Utrecht      | De Oude Meerdijk Stadion         | 20 de agosto    | 21:00 |
| FC Groningen     | 1 – 0 | Go Ahead Eagles | Hitachi Capital Mobility Stadion | 21 de agosto    | 12:15 |
| Sparta Rotterdam | 0 – 1 | Ajax            | Sparta Stadion - Het Kasteel     | 21 de agosto    | 12:15 |
| RKC Waalwijk     | 0 – 1 | Feyenoord       | Mandemakers Stadion              | 21 de agosto    | 16:45 |
| PSV              | 7 – 1 | FC Volendam     | Philips Stadion                  | 31 de agosto    | 18:45 |
| FC Twente        | 4 – 0 | Excelsior       | De Grolsch Veste                 | 31 de agosto    | 21:00 |
| AZ               | 1 – 1 | NEC Nijmegen    | AFAS Stadion                     | 1 de septiembre | 20:00 |

| NEC Nijmegen    | 1 – 1 | FC Groningen     | Stadion de Goffert           | 26 de agosto | 20:00 |
| Go Ahead Eagles | 0 – 1 | Sparta Rotterdam | De Adelaarshorst             | 27 de agosto | 16:30 |
| Vitesse         | 2 – 2 | RKC Waalwijk     | GelreDome                    | 27 de agosto | 18:45 |
| Feyenoord       | 4 – 0 | FC Emmen         | Stadion Feijenoord - De Kuip | 27 de agosto | 20:00 |
| SC Heerenveen   | 2 – 1 | Fortuna Sittard  | Abe Lenstra Stadion          | 27 de agosto | 21:00 |
| FC Utrecht      | 0 – 2 | Ajax             | Stadion Galgenwaard          | 28 de agosto | 12:15 |
| Excelsior       | 1 – 6 | PSV              | Van Donge & De Roo Stadion   | 28 de agosto | 14:30 |
| FC Volendam     | 1 – 0 | FC Twente        | Kras Stadion                 | 28 de agosto | 14:30 |
| SC Cambuur      | 0 – 1 | AZ               | Cambuur Stadion              | 28 de agosto | 16:45 |

| Fortuna Sittard  | 3 – 4 | FC Utrecht   | Fortuna Sittard Stadion          | 2 de septiembre | 20:00 |
| Ajax             | 4 – 0 | SC Cambuur   | Johan Cruyff ArenA               | 3 de septiembre | 16:30 |
| FC Twente        | 2 – 1 | PSV          | De Grolsch Veste                 | 3 de septiembre | 18:45 |
| Sparta Rotterdam | 4 – 0 | FC Volendam  | Sparta Stadion - Het Kasteel     | 3 de septiembre | 20:00 |
| Go Ahead Eagles  | 3 – 4 | Feyenoord    | De Adelaarshorst                 | 3 de septiembre | 21:00 |
| RKC Waalwijk     | 5 – 2 | Excelsior    | Mandemakers Stadion              | 4 de septiembre | 12:15 |
| FC Emmen         | 0 – 3 | AZ           | De Oude Meerdijk Stadion         | 4 de septiembre | 14:30 |
| SC Heerenveen    | 0 – 0 | NEC Nijmegen | Abe Lenstra Stadion              | 4 de septiembre | 14:30 |
| FC Groningen     | 0 – 1 | Vitesse      | Hitachi Capital Mobility Stadion | 4 de septiembre | 16:45 |

| FC Volendam  | 2 – 3 | Go Ahead Eagles  | Kras Stadion                 | 9 de septiembre  | 20:00 |
| NEC Nijmegen | 1 – 1 | Fortuna Sittard  | Stadion de Goffert           | 10 de septiembre | 16:30 |
| Ajax         | 5 – 0 | SC Heerenveen    | Johan Cruyff ArenA           | 10 de septiembre | 18:45 |
| Excelsior    | 2 – 1 | FC Emmen         | Van Donge & De Roo Stadion   | 10 de septiembre | 21:00 |
| FC Utrecht   | 1 – 0 | Vitesse          | Stadion Galgenwaard          | 11 de septiembre | 12:15 |
| PSV          | 1 – 0 | RKC Waalwijk     | Philips Stadion              | 11 de septiembre | 14:30 |
| SC Cambuur   | 0 – 1 | FC Groningen     | Cambuur Stadion              | 11 de septiembre | 14:30 |
| AZ           | 1 – 1 | FC Twente        | AFAS Stadion                 | 11 de septiembre | 16:45 |
| Feyenoord    | 3 – 0 | Sparta Rotterdam | Stadion Feijenoord - De Kuip | 11 de septiembre | 20:00 |

| FC Utrecht       | 0 – 0 | NEC Nijmegen | Stadion Galgenwaard          | 16 de septiembre | 18:00 |
| Sparta Rotterdam | 2 – 1 | FC Groningen | Sparta Stadion - Het Kasteel | 17 de septiembre | 16:30 |
| Vitesse          | 1 – 1 | FC Volendam  | GelreDome                    | 17 de septiembre | 18:45 |
| RKC Waalwijk     | 5 – 1 | SC Cambuur   | Mandemakers Stadion          | 17 de septiembre | 20:00 |
| Fortuna Sittard  | 1 – 0 | Excelsior    | Fortuna Sittard Stadion      | 17 de septiembre | 21:00 |
| Go Ahead Eagles  | 2 – 0 | FC Emmen     | De Adelaarshorst             | 18 de septiembre | 12:15 |
| PSV              | 4 – 3 | Feyenoord    | Philips Stadion              | 18 de septiembre | 14:30 |
| SC Heerenveen    | 2 – 1 | FC Twente    | Abe Lenstra Stadion          | 18 de septiembre | 14:30 |
| AZ               | 2 – 1 | Ajax         | AFAS Stadion                 | 18 de septiembre | 16:45 |

| SC Cambuur      | 3 – 0 | PSV              | Cambuur Stadion                  | 1 de octubre | 16:30 |
| FC Groningen    | 1 – 4 | AZ               | Hitachi Capital Mobility Stadion | 1 de octubre | 18:45 |
| Ajax            | 1 – 1 | Go Ahead Eagles  | Johan Cruyff ArenA               | 1 de octubre | 20:00 |
| FC Twente       | 3 – 0 | Vitesse          | De Grolsch Veste                 | 1 de octubre | 21:00 |
| Fortuna Sittard | 2 – 0 | FC Volendam      | Fortuna Sittard Stadion          | 2 de octubre | 12:15 |
| Excelsior       | 0 – 1 | FC Utrecht       | Van Donge & De Roo Stadion       | 2 de octubre | 14:30 |
| NEC Nijmegen    | 1 – 1 | Feyenoord        | Stadion de Goffert               | 2 de octubre | 14:30 |
| RKC Waalwijk    | 2 – 2 | Sparta Rotterdam | Mandemakers Stadion              | 2 de octubre | 16:45 |
| FC Emmen        | 0 – 0 | SC Heerenveen    | De Oude Meerdijk Stadion         | 2 de octubre | 20:00 |

| FC Groningen     | 2 – 3 | RKC Waalwijk    | Hitachi Capital Mobility Stadion | 7 de octubre | 20:00 |
| FC Volendam      | 2 – 4 | Ajax            | Kras Stadion                     | 8 de octubre | 16:30 |
| Sparta Rotterdam | 3 – 1 | FC Emmen        | Sparta Stadion - Het Kasteel     | 8 de octubre | 18:45 |
| NEC Nijmegen     | 1 – 1 | Excelsior       | Stadion de Goffert               | 8 de octubre | 21:00 |
| Go Ahead Eagles  | 0 – 0 | SC Cambuur      | De Adelaarshorst                 | 9 de octubre | 12:15 |
| Feyenoord        | 2 – 0 | FC Twente       | Stadion Feijenoord - De Kuip     | 9 de octubre | 14:30 |
| FC Utrecht       | 1 – 2 | AZ              | Stadion Galgenwaard              | 9 de octubre | 14:30 |
| SC Heerenveen    | 0 – 1 | PSV             | Abe Lenstra Stadion              | 9 de octubre | 16:45 |
| Vitesse          | 1 – 2 | Fortuna Sittard | GelreDome                        | 9 de octubre | 20:00 |

| FC Emmen         | 1 – 1 | FC Volendam   | De Oude Meerdijk Stadion     | 14 de octubre | 20:00 |
| Fortuna Sittard  | 0 – 0 | RKC Waalwijk  | Fortuna Sittard Stadion      | 15 de octubre | 18:45 |
| Go Ahead Eagles  | 1 – 1 | SC Heerenveen | De Adelaarshorst             | 15 de octubre | 20:00 |
| SC Cambuur       | 0 – 3 | Vitesse       | Cambuur Stadion              | 15 de octubre | 21:00 |
| Sparta Rotterdam | 2 – 0 | NEC Nijmegen  | Sparta Stadion - Het Kasteel | 16 de octubre | 12:15 |
| FC Twente        | 3 – 0 | FC Groningen  | De Grolsch Veste             | 16 de octubre | 14:30 |
| PSV              | 6 – 1 | FC Utrecht    | Philips Stadion              | 16 de octubre | 14:30 |
| AZ               | 1 – 3 | Feyenoord     | AFAS Stadion                 | 16 de octubre | 16:45 |
| Ajax             | 7 – 1 | Excelsior     | Johan Cruyff ArenA           | 16 de octubre | 20:00 |

| Feyenoord    | 1 – 1 | Fortuna Sittard  | Stadion Feijenoord - De Kuip     | 22 de octubre | 16:30 |
| RKC Waalwijk | 1 – 4 | Ajax             | Mandemakers Stadion              | 22 de octubre | 18:45 |
| Vitesse      | 2 – 1 | FC Emmen         | GelreDome                        | 22 de octubre | 20:00 |
| Excelsior    | 2 – 1 | AZ               | Van Donge & De Roo Stadion       | 23 de octubre | 12:15 |
| FC Groningen | 4 – 2 | PSV              | Hitachi Capital Mobility Stadion | 23 de octubre | 14:30 |
| SC Cambuur   | 0 – 1 | FC Twente        | Cambuur Stadion                  | 23 de octubre | 14:30 |
| NEC Nijmegen | 3 – 3 | Go Ahead Eagles  | Stadion de Goffert               | 23 de octubre | 14:30 |
| FC Utrecht   | 3 – 1 | Sparta Rotterdam | Stadion Galgenwaard              | 23 de octubre | 16:45 |
| FC Volendam  | 1 – 3 | SC Heerenveen    | Kras Stadion                     | 23 de octubre | 20:00 |

| SC Heerenveen    | 1 – 2 | FC Utrecht      | Abe Lenstra Stadion          | 29 de octubre   | 16:30 |
| Sparta Rotterdam | 3 – 1 | Fortuna Sittard | Sparta Stadion - Het Kasteel | 29 de octubre   | 18:45 |
| Go Ahead Eagles  | 3 – 1 | Excelsior       | De Adelaarshorst             | 29 de octubre   | 21:00 |
| FC Emmen         | 0 – 0 | FC Groningen    | De Oude Meerdijk Stadion     | 30 de octubre   | 12:15 |
| FC Twente        | 3 – 0 | RKC Waalwijk    | De Grolsch Veste             | 30 de octubre   | 14:30 |
| PSV              | 3 – 0 | NEC Nijmegen    | Philips Stadion              | 30 de octubre   | 14:30 |
| AZ               | 2 – 1 | FC Volendam     | AFAS Stadion                 | 30 de octubre   | 16:45 |
| Ajax             | 2 – 2 | Vitesse         | Johan Cruyff ArenA           | 9 de noviembre  | 20:00 |
| Feyenoord        | 1 – 0 | SC Cambuur      | Stadion Feijenoord - De Kuip | 10 de noviembre | 20:00 |

| SC Cambuur      | 0 – 1 | NEC Nijmegen     | Cambuur Stadion            | 4 de noviembre | 20:00 |
| Vitesse         | 0 – 4 | Sparta Rotterdam | GelreDome                  | 5 de noviembre | 16:30 |
| Fortuna Sittard | 0 – 1 | FC Emmen         | Fortuna Sittard Stadion    | 5 de noviembre | 18:45 |
| Excelsior       | 0 – 1 | SC Heerenveen    | Van Donge & De Roo Stadion | 5 de noviembre | 21:00 |
| FC Utrecht      | 2 – 1 | FC Groningen     | Stadion Galgenwaard        | 6 de noviembre | 12:15 |
| FC Twente       | 1 – 1 | Go Ahead Eagles  | De Grolsch Veste           | 6 de noviembre | 14:30 |
| FC Volendam     | 0 – 2 | Feyenoord        | Kras Stadion               | 6 de noviembre | 14:30 |
| Ajax            | 1 – 2 | PSV              | Johan Cruyff ArenA         | 6 de noviembre | 16:45 |
| RKC Waalwijk    | 3 – 1 | AZ               | Mandemakers Stadion        | 6 de noviembre | 16:45 |

| Sparta Rotterdam | 1 – 1 | FC Twente       | Sparta Stadion - Het Kasteel     | 11 de noviembre | 20:00 |
| FC Volendam      | 0 – 4 | FC Utrecht      | Kras Stadion                     | 12 de noviembre | 16:30 |
| FC Emmen         | 3 – 3 | Ajax            | De Oude Meerdijk Stadion         | 12 de noviembre | 18:45 |
| PSV              | 0 – 1 | AZ              | Philips Stadion                  | 12 de noviembre | 21:00 |
| NEC Nijmegen     | 6 – 1 | RKC Waalwijk    | Stadion de Goffert               | 13 de noviembre | 12:15 |
| FC Groningen     | 2 – 3 | Fortuna Sittard | Hitachi Capital Mobility Stadion | 13 de noviembre | 14:30 |
| SC Heerenveen    | 2 – 1 | SC Cambuur      | Abe Lenstra Stadion              | 13 de noviembre | 14:30 |
| Feyenoord        | 5 – 1 | Excelsior       | Stadion Feijenoord - De Kuip     | 13 de noviembre | 16:45 |
| Go Ahead Eagles  | 2 – 2 | Vitesse         | De Adelaarshorst                 | 13 de noviembre | 20:00 |

| FC Twente       | 2 – 0 | FC Emmen         | De Grolsch Veste           | 6 de enero | 20:00 |
| RKC Waalwijk    | 0 – 0 | SC Heerenveen    | Mandemakers Stadion        | 7 de enero | 16:30 |
| AZ              | 1 – 1 | Vitesse          | AFAS Stadion               | 7 de enero | 18:45 |
| Fortuna Sittard | 0 – 2 | Go Ahead Eagles  | Fortuna Sittard Stadion    | 7 de enero | 20:00 |
| PSV             | 0 – 0 | Sparta Rotterdam | Philips Stadion            | 7 de enero | 21:00 |
| FC Utrecht      | 1 – 1 | Feyenoord        | Stadion Galgenwaard        | 8 de enero | 12:15 |
| SC Cambuur      | 0 – 3 | FC Volendam      | Cambuur Stadion            | 8 de enero | 14:30 |
| NEC Nijmegen    | 1 – 1 | Ajax             | Stadion de Goffert         | 8 de enero | 14:30 |
| Excelsior       | 1 – 0 | FC Groningen     | Van Donge & De Roo Stadion | 8 de enero | 16:45 |

| SC Heerenveen    | 0 – 2 | AZ           | Abe Lenstra Stadion              | 14 de enero | 18:45 |
| FC Volendam      | 2 – 1 | RKC Waalwijk | Kras Stadion                     | 14 de enero | 18:45 |
| Ajax             | 0 – 0 | FC Twente    | Johan Cruyff ArenA               | 14 de enero | 20:00 |
| Sparta Rotterdam | 1 – 0 | Excelsior    | Sparta Stadion - Het Kasteel     | 14 de enero | 20:00 |
| Vitesse          | 0 – 0 | NEC Nijmegen | GelreDome                        | 15 de enero | 12:15 |
| Fortuna Sittard  | 2 – 2 | PSV          | Fortuna Sittard Stadion          | 15 de enero | 14:30 |
| Go Ahead Eagles  | 2 – 2 | FC Utrecht   | De Adelaarshorst                 | 15 de enero | 14:30 |
| FC Emmen         | 0 – 0 | SC Cambuur   | De Oude Meerdijk Stadion         | 15 de enero | 16:45 |
| FC Groningen     | 0 – 3 | Feyenoord    | Hitachi Capital Mobility Stadion | 15 de enero | 16:45 |

| Excelsior     | 2 – 0 | FC Volendam      | Van Donge & De Roo Stadion   | 20 de enero  | 20:00 |
| NEC Nijmegen  | 3 – 1 | FC Emmen         | Stadion de Goffert           | 21 de enero  | 16:30 |
| SC Cambuur    | 0 – 3 | Sparta Rotterdam | Cambuur Stadion              | 21 de enero  | 20:00 |
| PSV           | 1 – 0 | Vitesse          | Philips Stadion              | 21 de enero  | 20:00 |
| SC Heerenveen | 3 – 1 | FC Groningen     | Abe Lenstra Stadion          | 22 de enero  | 12:15 |
| Feyenoord     | 1 – 1 | Ajax             | Stadion Feijenoord - De Kuip | 22 de enero  | 14:30 |
| FC Twente     | 2 – 0 | FC Utrecht       | De Grolsch Veste             | 22 de enero  | 14:30 |
| AZ            | 3 – 1 | Fortuna Sittard  | AFAS Stadion                 | 22 de enero  | 16:45 |
| RKC Waalwijk  | 3 – 1 | Go Ahead Eagles  | Mandemakers Stadion          | 1 de febrero | 20:00 |

### Segunda vuelta
| FC Emmen         | 1 – 0 | PSV           | De Oude Meerdijk Stadion         | 24 de enero | 18:45 |
| Sparta Rotterdam | 0 – 0 | RKC Waalwijk  | Sparta Stadion - Het Kasteel     | 24 de enero | 21:00 |
| Go Ahead Eagles  | 1 – 4 | AZ            | De Adelaarshorst                 | 25 de enero | 18:45 |
| Vitesse          | 2 – 2 | FC Twente     | GelreDome                        | 25 de enero | 18:45 |
| Fortuna Sittard  | 2 – 0 | SC Heerenveen | Fortuna Sittard Stadion          | 25 de enero | 20:00 |
| Feyenoord        | 2 – 0 | NEC Nijmegen  | Stadion Feijenoord - De Kuip     | 25 de enero | 21:00 |
| FC Utrecht       | 1 – 0 | Excelsior     | Stadion Galgenwaard              | 25 de enero | 21:00 |
| FC Groningen     | 0 – 1 | SC Cambuur    | Hitachi Capital Mobility Stadion | 26 de enero | 18:45 |
| Ajax             | 1 – 1 | FC Volendam   | Johan Cruyff ArenA               | 26 de enero | 21:00 |

| PSV           | 2 – 0 | Go Ahead Eagles  | Philips Stadion            | 28 de enero | 16:30 |
| RKC Waalwijk  | 2 – 0 | FC Emmen         | Mandemakers Stadion        | 28 de enero | 18:45 |
| NEC Nijmegen  | 1 – 1 | Sparta Rotterdam | Stadion de Goffert         | 28 de enero | 20:00 |
| SC Heerenveen | 1 – 3 | Vitesse          | Abe Lenstra Stadion        | 28 de enero | 20:00 |
| AZ            | 5 – 5 | FC Utrecht       | AFAS Stadion               | 28 de enero | 21:00 |
| FC Twente     | 1 – 1 | Feyenoord        | De Grolsch Veste           | 29 de enero | 12:15 |
| Excelsior     | 1 – 4 | Ajax             | Van Donge & De Roo Stadion | 29 de enero | 14:30 |
| FC Volendam   | 3 – 2 | FC Groningen     | Kras Stadion               | 29 de enero | 14:30 |
| SC Cambuur    | 1 – 2 | Fortuna Sittard  | Cambuur Stadion            | 29 de enero | 16:45 |

| Fortuna Sittard | 0 – 0 | Sparta Rotterdam | Fortuna Sittard Stadion          | 3 de febrero | 20:00 |
| FC Volendam     | 1 – 1 | AZ               | Kras Stadion                     | 4 de febrero | 18:45 |
| FC Emmen        | 2 – 2 | Vitesse          | De Oude Meerdijk Stadion         | 4 de febrero | 20:00 |
| FC Utrecht      | 1 – 0 | SC Heerenveen    | Stadion Galgenwaard              | 4 de febrero | 20:00 |
| Excelsior       | 0 – 0 | RKC Waalwijk     | Van Donge & De Roo Stadion       | 4 de febrero | 21:00 |
| SC Cambuur      | 0 – 5 | Ajax             | Cambuur Stadion                  | 5 de febrero | 12:15 |
| Go Ahead Eagles | 1 – 0 | NEC Nijmegen     | De Adelaarshorst                 | 5 de febrero | 14:30 |
| Feyenoord       | 2 – 2 | PSV              | Stadion Feijenoord - De Kuip     | 5 de febrero | 14:30 |
| FC Groningen    | 1 – 1 | FC Twente        | Hitachi Capital Mobility Stadion | 5 de febrero | 16:45 |

| AZ               | 5 – 0 | Excelsior       | AFAS Stadion                 | 10 de febrero | 20:00 |
| NEC Nijmegen     | 0 – 0 | SC Cambuur      | Stadion de Goffert           | 11 de febrero | 18:45 |
| PSV              | 6 – 0 | FC Groningen    | Philips Stadion              | 11 de febrero | 20:00 |
| FC Emmen         | 0 – 1 | Fortuna Sittard | De Oude Meerdijk Stadion     | 11 de febrero | 21:00 |
| Sparta Rotterdam | 2 – 1 | Go Ahead Eagles | Sparta Stadion - Het Kasteel | 12 de febrero | 12:15 |
| SC Heerenveen    | 1 – 2 | Feyenoord       | Abe Lenstra Stadion          | 12 de febrero | 14:30 |
| Vitesse          | 2 – 0 | FC Utrecht      | GelreDome                    | 12 de febrero | 14:30 |
| Ajax             | 3 – 1 | RKC Waalwijk    | Johan Cruyff ArenA           | 12 de febrero | 16:45 |
| FC Twente        | 3 – 0 | FC Volendam     | De Grolsch Veste             | 12 de febrero | 16:45 |

| RKC Waalwijk    | 3 – 1 | Fortuna Sittard  | Mandemakers Stadion              | 17 de febrero | 20:00 |
| FC Volendam     | 2 – 0 | Vitesse          | Kras Stadion                     | 18 de febrero | 16:30 |
| FC Groningen    | 1 – 1 | FC Emmen         | Hitachi Capital Mobility Stadion | 18 de febrero | 18:45 |
| Feyenoord       | 2 – 1 | AZ               | Stadion Feijenoord - De Kuip     | 18 de febrero | 21:00 |
| SC Cambuur      | 1 – 2 | SC Heerenveen    | Cambuur Stadion                  | 19 de febrero | 12:15 |
| FC Utrecht      | 2 – 2 | PSV              | Stadion Galgenwaard              | 19 de febrero | 14:30 |
| Go Ahead Eagles | 2 – 0 | FC Twente        | De Adelaarshorst                 | 19 de febrero | 14:30 |
| Ajax            | 4 – 0 | Sparta Rotterdam | Johan Cruyff ArenA               | 19 de febrero | 16:45 |
| Excelsior       | 0 – 3 | NEC Nijmegen     | Van Donge & De Roo Stadion       | 19 de febrero | 20:00 |

| Sparta Rotterdam | 0 – 3 | FC Utrecht      | Sparta Stadion - Het Kasteel     | 24 de febrero | 20:00 |
| FC Groningen     | 3 – 0 | Excelsior       | Hitachi Capital Mobility Stadion | 25 de febrero | 16:30 |
| SC Heerenveen    | 1 – 4 | RKC Waalwijk    | Abe Lenstra Stadion              | 25 de febrero | 18:45 |
| AZ               | 2 – 1 | SC Cambuur      | AFAS Stadion                     | 25 de febrero | 20:00 |
| NEC Nijmegen     | 3 – 0 | FC Volendam     | Stadion de Goffert               | 25 de febrero | 21:00 |
| Fortuna Sittard  | 2 – 4 | Feyenoord       | Fortuna Sittard Stadion          | 26 de febrero | 12:15 |
| FC Emmen         | 2 – 2 | Go Ahead Eagles | De Oude Meerdijk Stadion         | 26 de febrero | 14:30 |
| Vitesse          | 1 – 2 | Ajax            | GelreDome                        | 26 de febrero | 14:30 |
| PSV              | 3 – 1 | FC Twente       | Philips Stadion                  | 26 de febrero | 16:45 |

| FC Utrecht   | 1 – 2 | Fortuna Sittard  | Stadion Galgenwaard          | 3 de marzo | 20:00 |
| Vitesse      | 0 – 1 | AZ               | GelreDome                    | 3 de marzo | 20:00 |
| FC Volendam  | 3 – 1 | FC Emmen         | Kras Stadion                 | 4 de marzo | 18:45 |
| Feyenoord    | 1 – 0 | FC Groningen     | Stadion Feijenoord - De Kuip | 4 de marzo | 20:00 |
| FC Twente    | 3 – 3 | SC Heerenveen    | De Grolsch Veste             | 4 de marzo | 21:00 |
| Excelsior    | 1 – 4 | Sparta Rotterdam | Van Donge & De Roo Stadion   | 5 de marzo | 12:15 |
| RKC Waalwijk | 0 – 1 | PSV              | Mandemakers Stadion          | 5 de marzo | 14:30 |
| Ajax         | 1 – 0 | NEC Nijmegen     | Johan Cruyff ArenA           | 5 de marzo | 16:45 |
| SC Cambuur   | 4 – 1 | Go Ahead Eagles  | Cambuur Stadion              | 5 de marzo | 20:00 |

| FC Emmen         | 2 – 0 | Excelsior    | De Oude Meerdijk Stadion     | 11 de marzo | 16:30 |
| Fortuna Sittard  | 0 – 3 | FC Twente    | Fortuna Sittard Stadion      | 11 de marzo | 18:45 |
| AZ               | 1 – 0 | FC Groningen | AFAS Stadion                 | 11 de marzo | 20:00 |
| Sparta Rotterdam | 3 – 1 | Vitesse      | Sparta Stadion - Het Kasteel | 11 de marzo | 21:00 |
| NEC Nijmegen     | 2 – 2 | FC Utrecht   | Stadion de Goffert           | 12 de marzo | 12:15 |
| SC Heerenveen    | 2 – 4 | Ajax         | Abe Lenstra Stadion          | 12 de marzo | 14:30 |
| PSV              | 5 – 2 | SC Cambuur   | Philips Stadion              | 12 de marzo | 16:45 |
| Feyenoord        | 2 – 1 | FC Volendam  | Stadion Feijenoord - De Kuip | 12 de marzo | 20:00 |
| Go Ahead Eagles  | 3 – 2 | RKC Waalwijk | De Adelaarshorst             | 19 de abril | 18:45 |

| FC Volendam  | 2 – 1 | Fortuna Sittard  | Kras Stadion                     | 17 de marzo | 20:00 |
| FC Utrecht   | 1 – 2 | Go Ahead Eagles  | Stadion Galgenwaard              | 18 de marzo | 16:30 |
| FC Emmen     | 0 – 2 | Sparta Rotterdam | De Oude Meerdijk Stadion         | 18 de marzo | 18:45 |
| RKC Waalwijk | 1 – 3 | NEC Nijmegen     | Mandemakers Stadion              | 18 de marzo | 21:00 |
| FC Groningen | 0 – 2 | SC Heerenveen    | Hitachi Capital Mobility Stadion | 19 de marzo | 12:15 |
| Excelsior    | 4 – 1 | SC Cambuur       | Van Donge & De Roo Stadion       | 19 de marzo | 14:30 |
| Ajax         | 2 – 3 | Feyenoord        | Johan Cruyff ArenA               | 19 de marzo | 14:30 |
| Vitesse      | 1 – 1 | PSV              | GelreDome                        | 19 de marzo | 16:45 |
| FC Twente    | 2 – 1 | AZ               | De Grolsch Veste                 | 19 de marzo | 20:00 |

| AZ               | 1 – 1 | SC Heerenveen | AFAS Stadion                 | 1 de abril | 15:30 |
| Excelsior        | 0 – 0 | FC Twente     | Van Donge & De Roo Stadion   | 1 de abril | 17:45 |
| SC Cambuur       | 1 – 2 | FC Emmen      | Cambuur Stadion              | 1 de abril | 19:00 |
| NEC Nijmegen     | 2 – 4 | PSV           | Stadion de Goffert           | 1 de abril | 19:00 |
| RKC Waalwijk     | 1 – 0 | Vitesse       | Mandemakers Stadion          | 1 de abril | 20:00 |
| Go Ahead Eagles  | 0 – 0 | Ajax          | De Adelaarshorst             | 2 de abril | 12:15 |
| Sparta Rotterdam | 1 – 3 | Feyenoord     | Sparta Stadion - Het Kasteel | 2 de abril | 14:30 |
| FC Utrecht       | 0 – 0 | FC Volendam   | Stadion Galgenwaard          | 2 de abril | 14:30 |
| Fortuna Sittard  | 3 – 1 | FC Groningen  | Fortuna Sittard Stadion      | 2 de abril | 16:45 |

| FC Groningen  | 1 – 2 | FC Utrecht       | Hitachi Capital Mobility Stadion | 7 de abril | 20:00 |
| Vitesse       | 2 – 0 | Go Ahead Eagles  | GelreDome                        | 8 de abril | 18:45 |
| AZ            | 0 – 1 | Sparta Rotterdam | AFAS Stadion                     | 8 de abril | 20:00 |
| PSV           | 4 – 0 | Excelsior        | Philips Stadion                  | 8 de abril | 20:00 |
| SC Heerenveen | 2 – 1 | FC Volendam      | Abe Lenstra Stadion              | 8 de abril | 21:00 |
| FC Twente     | 4 – 0 | SC Cambuur       | De Grolsch Veste                 | 9 de abril | 12:15 |
| FC Emmen      | 0 – 0 | NEC Nijmegen     | De Oude Meerdijk Stadion         | 9 de abril | 14:30 |
| Ajax          | 4 – 0 | Fortuna Sittard  | Johan Cruyff ArenA               | 9 de abril | 16:45 |
| Feyenoord     | 5 – 1 | RKC Waalwijk     | Stadion Feijenoord - De Kuip     | 9 de abril | 20:00 |

| Excelsior        | 2 – 1 | Go Ahead Eagles | Van Donge & De Roo Stadion   | 14 de abril | 20:00 |
| RKC Waalwijk     | 2 – 1 | FC Groningen    | Mandemakers Stadion          | 15 de abril | 18:45 |
| Sparta Rotterdam | 4 – 0 | SC Heerenveen   | Sparta Stadion - Het Kasteel | 15 de abril | 21:00 |
| NEC Nijmegen     | 1 – 4 | Vitesse         | Stadion de Goffert           | 16 de abril | 12:15 |
| FC Utrecht       | 1 – 0 | FC Twente       | Stadion Galgenwaard          | 16 de abril | 14:30 |
| FC Volendam      | 2 – 3 | PSV             | Kras Stadion                 | 16 de abril | 14:30 |
| SC Cambuur       | 0 – 3 | Feyenoord       | Cambuur Stadion              | 16 de abril | 16:45 |
| Ajax             | 3 – 1 | FC Emmen        | Johan Cruyff ArenA           | 16 de abril | 20:00 |
| Fortuna Sittard  | 0 – 3 | AZ              | Fortuna Sittard Stadion      | 16 de abril | 20:00 |

| FC Volendam     | 2 – 0 | SC Cambuur       | Kras Stadion                     | 21 de abril | 20:00 |
| SC Heerenveen   | 2 – 3 | FC Emmen         | Abe Lenstra Stadion              | 22 de abril | 18:45 |
| Vitesse         | 0 – 0 | Excelsior        | GelreDome                        | 22 de abril | 21:00 |
| FC Twente       | 3 – 3 | Sparta Rotterdam | De Grolsch Veste                 | 23 de abril | 12:15 |
| Go Ahead Eagles | 2 – 0 | Fortuna Sittard  | De Adelaarshorst                 | 23 de abril | 14:30 |
| PSV             | 3 – 0 | Ajax             | Philips Stadion                  | 23 de abril | 14:30 |
| Feyenoord       | 3 – 1 | FC Utrecht       | Stadion Feijenoord - De Kuip     | 23 de abril | 16:45 |
| AZ              | 3 – 0 | RKC Waalwijk     | AFAS Stadion                     | 23 de abril | 20:00 |
| FC Groningen    | 0 – 1 | NEC Nijmegen     | Hitachi Capital Mobility Stadion | 25 de abril | 15:00 |

| RKC Waalwijk     | 4 – 1 | FC Volendam   | Mandemakers Stadion          | 5 de mayo | 20:00 |
| Sparta Rotterdam | 0 – 1 | PSV           | Sparta Stadion - Het Kasteel | 6 de mayo | 18:45 |
| NEC Nijmegen     | 2 – 3 | SC Heerenveen | Stadion de Goffert           | 6 de mayo | 20:00 |
| SC Cambuur       | 0 – 3 | FC Utrecht    | Cambuur Stadion              | 6 de mayo | 20:00 |
| Ajax             | 0 – 0 | AZ            | Johan Cruyff ArenA           | 6 de mayo | 21:00 |
| FC Emmen         | 0 – 3 | FC Twente     | De Oude Meerdijk Stadion     | 7 de mayo | 12:15 |
| Excelsior        | 0 – 2 | Feyenoord     | Van Donge & De Roo Stadion   | 7 de mayo | 14:30 |
| Go Ahead Eagles  | 1 – 1 | FC Groningen  | De Adelaarshorst             | 7 de mayo | 14:30 |
| Fortuna Sittard  | 2 – 0 | Vitesse       | Fortuna Sittard Stadion      | 7 de mayo | 16:45 |

| FC Twente     | 4 – 0 | NEC Nijmegen     | De Grolsch Veste                 | 12 de mayo | 20:00 |
| FC Volendam   | 2 – 1 | Sparta Rotterdam | Kras Stadion                     | 13 de mayo | 18:45 |
| SC Heerenveen | 0 – 0 | Excelsior        | Abe Lenstra Stadion              | 13 de mayo | 20:00 |
| FC Utrecht    | 2 – 0 | RKC Waalwijk     | Stadion Galgenwaard              | 13 de mayo | 21:00 |
| Vitesse       | 2 – 0 | SC Cambuur       | GelreDome                        | 14 de mayo | 12:15 |
| Feyenoord (C) | 3 – 0 | Go Ahead Eagles  | Stadion Feijenoord - De Kuip     | 14 de mayo | 16:45 |
| AZ            | 5 – 1 | FC Emmen         | AFAS Stadion                     | 14 de mayo | 20:00 |
| PSV           | 2 – 1 | Fortuna Sittard  | Philips Stadion                  | 14 de mayo | 20:00 |
| FC Groningen  | 2 – 3 | Ajax             | Hitachi Capital Mobility Stadion | 16 de mayo | 15:00 |

| FC Emmen         | 1 – 3 | Feyenoord       | De Oude Meerdijk Stadion     | 21 de mayo | 14:30 |
| Excelsior        | 3 – 0 | Fortuna Sittard | Van Donge & De Roo Stadion   | 21 de mayo | 14:30 |
| NEC Nijmegen     | 0 – 3 | AZ              | Stadion de Goffert           | 21 de mayo | 14:30 |
| Ajax             | 3 – 1 | FC Utrecht      | Johan Cruyff ArenA           | 21 de mayo | 14:30 |
| RKC Waalwijk     | 0 – 5 | FC Twente       | Mandemakers Stadion          | 21 de mayo | 14:30 |
| PSV              | 3 – 3 | SC Heerenveen   | Philips Stadion              | 21 de mayo | 14:30 |
| Go Ahead Eagles  | 3 – 0 | FC Volendam     | De Adelaarshorst             | 21 de mayo | 14:30 |
| Sparta Rotterdam | 4 – 1 | SC Cambuur      | Sparta Stadion - Het Kasteel | 21 de mayo | 14:30 |
| Vitesse          | 6 – 0 | FC Groningen    | GelreDome                    | 21 de mayo | 14:30 |

| SC Cambuur      | 4 – 0 | RKC Waalwijk     | Cambuur Stadion                  | 28 de mayo | 14:30 |
| AZ              | 1 – 2 | PSV              | AFAS Stadion                     | 28 de mayo | 14:30 |
| FC Utrecht      | 3 – 2 | FC Emmen         | Stadion Galgenwaard              | 28 de mayo | 14:30 |
| FC Volendam     | 3 – 2 | Excelsior        | Kras Stadion                     | 28 de mayo | 14:30 |
| FC Groningen    | 0 – 5 | Sparta Rotterdam | Hitachi Capital Mobility Stadion | 28 de mayo | 14:30 |
| Feyenoord       | 0 – 1 | Vitesse          | Stadion Feijenoord - De Kuip     | 28 de mayo | 14:30 |
| FC Twente       | 3 – 1 | Ajax             | De Grolsch Veste                 | 28 de mayo | 14:30 |
| SC Heerenveen   | 2 – 0 | Go Ahead Eagles  | Abe Lenstra Stadion              | 28 de mayo | 14:30 |
| Fortuna Sittard | 1 – 1 | NEC Nijmegen     | Fortuna Sittard Stadion          | 28 de mayo | 14:30 |

## Play-off para Liga Europa Conferencia de la UEFA 2022-23
|  | Semifinales | Semifinales     | Semifinales | Semifinales     | Semifinales |   |   | Final     | Final | Final | Final | Final |  |
|  |             |                 |             |                 |             |   |   |           |       |       |       |       |  |
|  |             |                 |             |                 |             |   |   |           |       |       |       |       |  |
|  | 5           | FC Twente       | 2           | 4               | 6           |   |   |           |       |       |       |       |  |
|  | 5           | FC Twente       | 2           | 4               | 6           |   |   |           |       |       |       |       |  |
|  | 8           | SC Heerenveen   | 1           | 0               | 1           |   |   |           |       |       |       |       |  |
|  | 8           | SC Heerenveen   | 1           | 0               | 1           |   | 5 | FC Twente | 1     | 1     | 2     |       |  |
|  |             |                 |             |                 |             |   | 5 | FC Twente | 1     | 1     | 2     |       |  |
|  |             |                 | 6           | Sparta Róterdam | 1           | 0 | 1 |           |       |       |       |       |  |
|  | 6           | Sparta Róterdam | 6           | Sparta Róterdam | 1           | 0 | 1 | 2         | 0     | 2 (5) |       |       |  |
|  | 6           | Sparta Róterdam |             |                 |             |   |   | 2         | 0     | 2 (5) |       |       |  |
|  | 7           | FC Utrecht      | 1           | 1               | 2 (4)       |   |   |           |       |       |       |       |  |
|  | 7           | FC Utrecht      | 1           | 1               | 2 (4)       |   |   |           |       |       |       |       |  |
|  |             |                 |             |                 |             |   |   |           |       |       |       |       |  |

## Play-off de ascenso-descenso
Siete equipos, seis de la Eerste Divisie 2022-23 y uno de la Eredivisie, jugaron por un puesto en la Eredivisie 2023-24. Los seis equipos restantes jugarán en la Eerste Divisie 2023-24. El equipo con menor numeración o el equipo de la Eredivisie jugó de local.
|  | Cuartos de final | Cuartos de final | Cuartos de final | Cuartos de final | Cuartos de final |   |       | Semifinales | Semifinales | Semifinales | Semifinales | Semifinales |   |  | Final | Final | Final | Final | Final |  |
|  |                  |                  |                  |                  |                  |   |       |             |             |             |             |             |   |  |       |       |       |       |       |  |
|  |                  |                  |                  |                  |                  |   |       |             |             |             |             |             |   |  |       |       |       |       |       |  |
|  | 5                | MVV Maastricht   | 0                | 1                | 1                |   |       |             |             |             |             |             |   |  |       |       |       |       |       |  |
|  | 5                | MVV Maastricht   | 0                | 1                | 1                |   |       |             |             |             |             |             |   |  |       |       |       |       |       |  |
|  | 6                | NAC Breda        | 1                | 4                | 5                |   |       |             |             |             |             |             |   |  |       |       |       |       |       |  |
|  | 6                | NAC Breda        | 1                | 4                | 5                |   | 16    | Emmen       | 2           | 2           | 4           |             |   |  |       |       |       |       |       |  |
|  |                  |                  |                  |                  |                  |   | 16    | Emmen       | 2           | 2           | 4           |             |   |  |       |       |       |       |       |  |
|  |                  |                  | 6                | NAC Breda        | 1                | 0 | 1     |             |             |             |             |             |   |  |       |       |       |       |       |  |
|  |                  |                  | 6                | NAC Breda        | 1                | 0 | 1     |             |             |             |             |             |   |  |       |       |       |       |       |  |
|  |                  |                  |                  |                  |                  |   |       |             |             |             |             |             |   |  |       |       |       |       |       |  |
|  |                  |                  |                  |                  |                  |   |       |             |             |             |             |             |   |  |       |       |       |       |       |  |
|  |                  |                  |                  |                  |                  |   |       |             | 16          | Emmen       | 0           | 1           | 1 |  |       |       |       |       |       |  |
|  |                  |                  |                  |                  |                  |   |       |             |             |             |             |             | 1 |  |       |       |       |       |       |  |
|  |                  |                  | 3                | Almere City      | 2                | 2 | 4     |             |             |             |             |             |   |  |       |       |       |       |       |  |
|  | 3                | Almere City      | 3                | Almere City      | 2                | 2 | 4     | 0           | 3           | 3           |             |             |   |  |       |       |       |       |       |  |
|  | 3                | Almere City      |                  |                  |                  |   |       |             |             | 3           |             |             |   |  |       |       |       |       |       |  |
|  | 8                | FC Eindhoven     | 1                | 1                | 2                |   |       |             |             |             |             |             |   |  |       |       |       |       |       |  |
|  | 8                | FC Eindhoven     | 1                | 1                | 2                |   | 3     | Almere City | 1           | 1           | 2 (2)       |             |   |  |       |       |       |       |       |  |
|  |                  |                  |                  |                  |                  |   | 3     | Almere City | 1           | 1           | 2 (2)       |             |   |  |       |       |       |       |       |  |
|  |                  |                  | 7                | VVV-Venlo        | 1                | 1 | 2 (0) |             |             |             |             |             |   |  |       |       |       |       |       |  |
|  | 4                | Willem II        | 7                | VVV-Venlo        | 1                | 1 | 2 (0) | 2           | 2           | 4           |             |             |   |  |       |       |       |       |       |  |
|  | 4                | Willem II        |                  |                  |                  |   |       |             |             | 4           |             |             |   |  |       |       |       |       |       |  |
|  | 7                | VVV-Venlo        | 3                | 2                | 5                |   |       |             |             |             |             |             |   |  |       |       |       |       |       |  |
|  | 7                | VVV-Venlo        | 3                | 2                | 5                |   |       |             |             |             |             |             |   |  |       |       |       |       |       |  |
|  |                  |                  |                  |                  |                  |   |       |             |             |             |             |             |   |  |       |       |       |       |       |  |

## Máximos goleadores
Actualizado el 21 de mayo de 2023.
| Pos. | Jugador                                                                                        | Club                                                         | Anotado |
| ---- | ---------------------------------------------------------------------------------------------- | ------------------------------------------------------------ | ------- |
| 1    | Anastasios Douvikas Xavi Simons                                                                | F. C. Utrecht PSV Eindhoven                                  | 18      |
| 2    | Sydney van Hooijdonk                                                                           | A. F. C. Ajax                                                | 16      |
| 3    | Santiago Giménez                                                                               | Feyenoord                                                    | 15      |
| 4    | Luuk de Jong                                                                                   | A. F. C. Ajax                                                | 14      |
| 5    | Brian Brobbey Václav Černý                                                                     | A. F. C. Ajax F. C. Twente                                   | 13      |
| 6    | Vangelis Pavlidis Michiel Kramer Ricardo Pepi Steven Bergwijn Tobias Lauritsen Vito van Crooij | AZ Alkmaar RKC Waalwijk F. C. Groningen A. F. C. Ajax Sparta | 12      |
| 7    | Mohammed Kudus Ole Romeny Dušan Tadić                                                          | A. F. C. Ajax F. C. Emmen A. F. C. Ajax                      | 11      |
| 8    | Landry Dimata Danilo Ricky van Wolfswinkel                                                     | NEC Nimega Feyenoord F. C. Twente                            | 10      |